# Tabou
Pour les articles homonymes, voir Tabou (homonymie).

Cannibalisme au Brésil en 1557, tel que décrit par Hans Staden.

En ethnologie, un tabou est un acte interdit parce que touchant au sacré, et dont la transgression est susceptible d'entraîner un châtiment surnaturel.
À l'origine, observé dans les cultures polynésiennes le phénomène tabou s'est révélé, une fois la notion adoptée, répandu à travers le globe voire universel, y compris dans l'Occident moderne.
Par extension, ce terme désigne dans un sens populaire un sujet qu'on ne doit pas évoquer selon les normes d'une culture donnée.
On retrouve le mot tabou dans toutes les langues polynésiennes sous la forme tapu, kapu… Il fut popularisé en Europe par James Cook au retour de son premier tour du monde durant lequel il séjourna à Tahiti. En tahitien entre autres, le contraire de tabou se dit noa : ce qui est ordinaire, accessible à tous.

## Tabou et religions
Les ethnologues ont fait de ce mot polynésien un terme générique s'appliquant à toutes les interdictions d'ordre magique, religieux ou rituel, quel que soit le peuple qui formule ces interdictions.
Émile Durkheim estime qu'il est fâcheux d'étendre ainsi l'acception d'une expression étroitement locale et dialectale. Il n'y a pas de religion où les interdictions ne jouent pas un rôle considérable. Les termes « interdit » ou « interdiction » seraient préférables. En outre, « tabou » désigne aussi bien l'interdiction que la chose interdite.
- Le tabou est un phénomène religieux qui peut être vu comme la forme négative du sacré. Il exprime à la fois son caractère contagieux et dangereux. Il comprend trois éléments : une croyance dans le caractère impur ou sacré de telle personne ou de telle chose ; une prohibition : l'interdiction de toucher ou d'user de cette personne ou de cette chose ; la croyance que la transgression de cet interdit entraîne automatiquement la punition du coupable, qui verra, par exemple, son corps enfler ou dépérir ; il aura un accident, perdra ses récoltes ou bien ses parents mourront. La transgression du tabou est punie de mort ou au moins d'ostracisme.
- Le tabou, toujours en tant que phénomène religieux, peut aussi être vu comme un avertissement : une chose, une personne est chargée de puissance. La violation du tabou n'entraîne pas forcément un châtiment mais une réaction de la puissance. Celle-ci fascine l'être humain mais engendre aussi de la crainte. À tel point que le tabou fait éviter la parole, par peur de la puissance. « Quand elle persiste, la crainte se fixe en une observance […] nous saisissons dès lors comment, à la longue, le frisson devait nécessairement passer à l'état d'observance, et la crainte vivante dégénérer en formalisme. »[4].

Le premier tabou de l'humanité est le tabou de l'endogamie [réf. nécessaire] : interdiction d'avoir des relations sexuelles avec sa parentèle. Il évoluera ensuite en tabou de l'inceste avec la complexification des sociétés humaines consécutives à son application. Ce tabou de l'inceste semble issu des groupes tribaux et pourrait être fondé sur les lois de la génétique[réf. nécessaire] ; il est devenu loi quasi-universelle. Il interdit des mariages ou simplement des unions entre personnes ayant des liens de consanguinité. Ce tabou n'est pas spécifique de l'espèce humaine, il a été retrouvé dans le monde animal, en particulier chez le chimpanzé commun.
Avec l'affaiblissement ou la disparition des interdits sexuels portant sur des pratiques consenties ou des personnes consentantes, les tabous sexuels sont massivement transgressés, dans le vécu mais aussi dans leur expression sociale. Dès lors, ils perdent de leur importance, selon les individus et selon les groupes ou sociétés.

## Tabou dans son acception courante
Le terme tabou est couramment utilisé pour désigner tout interdit portant sur un acte, un fait ou son évocation, sans être limité au domaine religieux ou spirituel. Il conserve la notion, atténuée voire ironique, d'une violation de quelque chose de sacré. Par exemple, évoquer l'affaire Dreyfus a été taboue dans la « bonne » société française de la fin du XIXe siècle (sans doute à cause des dimensions religieuse, militaire, politique et judiciaire de l'Affaire). Certains pourraient maintenant parler avec ironie de « tabou » dans les domaines culinaires, des relations interpersonnelles, etc. Avec cette extension, le « tabou » reflète de plus en plus l'opinion de la personne (ou du groupe de personnes) qui l'observe ou le désigne comme tel.